# Station Clitheroe
Clitheroe is een spoorwegstation van National Rail in Clitheroe, Ribble Valley in Engeland. Het station is eigendom van Network Rail en wordt beheerd door Northern Rail. 